# 乔希·布莱基
乔希·布莱基（英語：Josh Blackie，1979年8月3日—），新西兰男子橄榄球运动员。他曾代表新西兰七人制国家队参加2006年英联邦运动会七人制橄榄球比赛，获得一枚金牌。